# ژاک برژراک
ژاک برژراک (فرانسوی: Jacques Bergerac‎; ۲۶ مهٔ ۱۹۲۷ – ۱۵ ژوئن ۲۰۱۴) بازیگر کارآفرین اهل فرانسه بود. وی بین سال‌های ۱۹۵۴ تا ۱۹۶۹ میلادی فعالیت می‌کرد.
از فیلم‌ها یا برنامه‌های تلویزیونی که وی در آن نقش داشته‌است می‌توان به خشم آشیل، ژیژی، دختران،یک رابطه همه‌جانبه، زمان سخت شاهزادگان ، رعد در آفتاب و بتمن اشاره کرد.